# Jorduggla
Jorduggla (Asio flammeus) är en uggleart i familjen ugglor (Strigidae) och släktet Asio. Den förekommer över stora delar av norra halvklotet men häckar även i exempelvis Sydamerika. Fågeln föredrar öppna biotoper som hedar och övervuxen åkermark. Den lägger sitt bo direkt på marken.

## Utseende och läte
Jordugglan är en medelstor uggla med mycket långa och smala, och ganska spetsiga vingar. Nominatformen mäter 33–40 cm och har ett vingspann på 95–105 cm. Vikten varierar från 206–475 gram.
Den har ett proportionerligt ganska litet huvud, ljust ansikte, gula ögon omringade av svart vilket ger den en grym uppsyn och den har minimala örontofsar som oftast inte syns. Ovansidan och bröstet är grovt mörkmönstrad med gulbrun bas. Undersidan är mycket ljus och den ljusa buken kontrasterar mot det grovt streckade bröstet.
Vingundersidan är vit med något gulbeige vingtäckare där de yttre vingtäckarna är svarta likt kommatecken. Vingspetsarna är svarta och på vingovansidan har den en bred vit bakkant. Stjärten är grovt mörkbandad på både över- och undersidan. Vissa underarter som galapagoensis har en mörkare fjäderdräkt.
Jordugglan har en lätt och graciös flykt, nästan som i slowmotion, och den glidflyger ofta på stela vingar. Jordugglan är lik hornugglan men jordugglan är ljusare, har spetsigare vingar med svarta vingspetsar och har en nästan helt ostreckad buk.

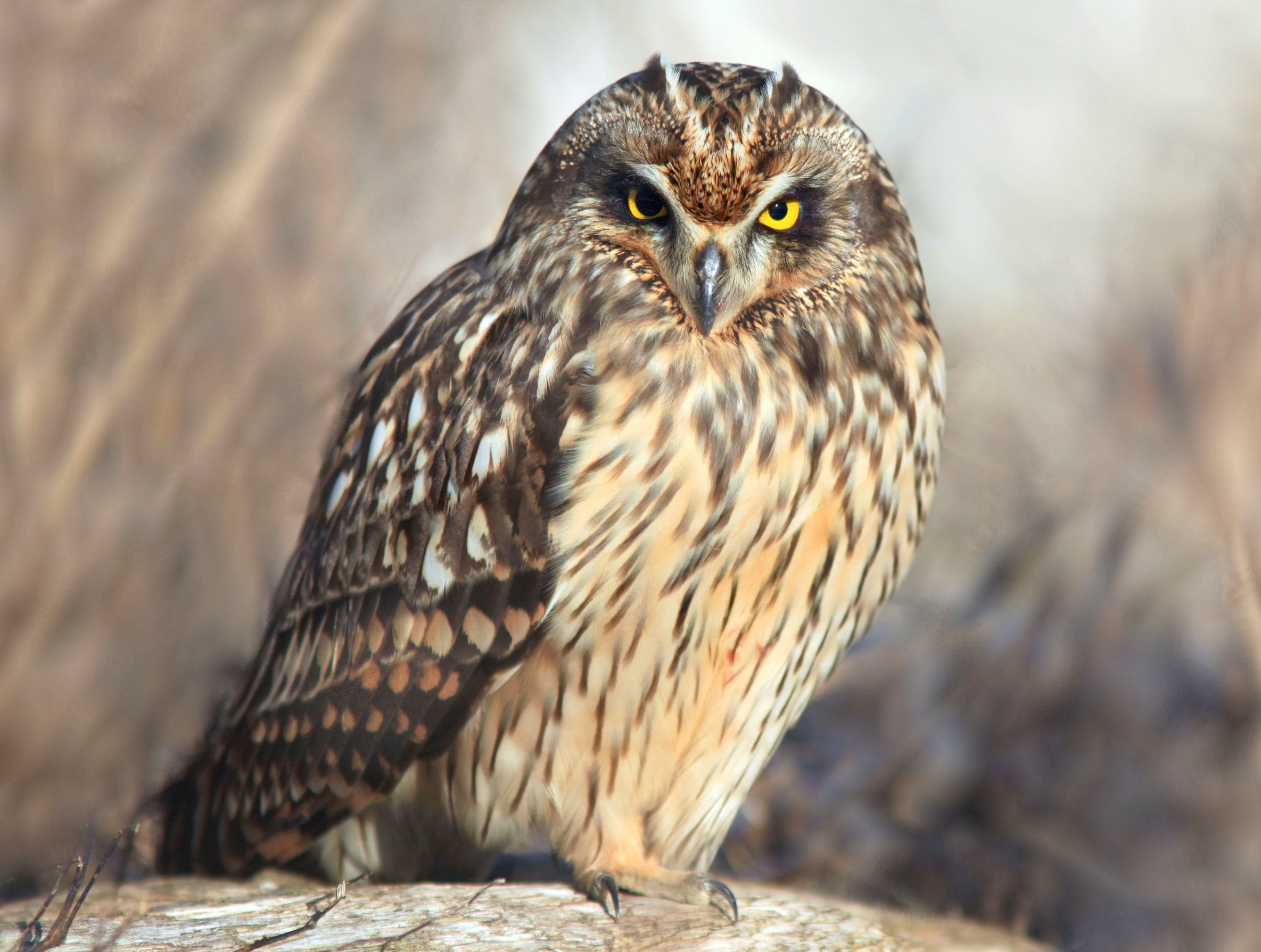
Notera dess gula iris, det "grymma" ansiktsuttrycket och de mycket små örontofsarna.
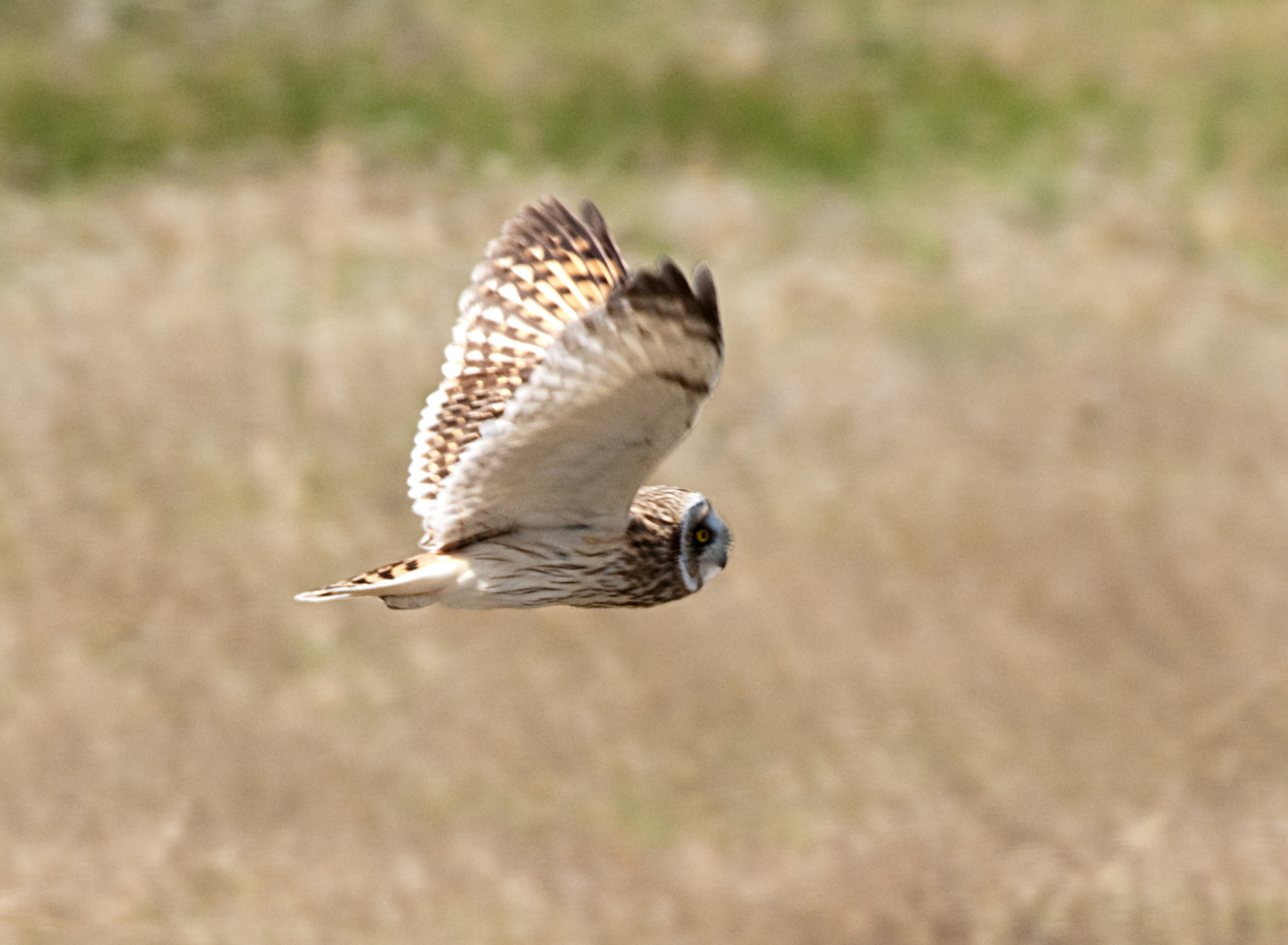
Notera de ljusa vingundersidorna, svarta vingspetsarna och tydliga kontrasten mellan bröstet och buken.

Hanens sång framförs ofta flygande på hög och består av en snabb serie med djupa po-po-po-po-po-po..., ofta mellan 6 och 20 stavelser, vilket kan höras ungefär en kilometer. Honan har ett hest tjerr-app som dras ut när hon tigger och hon varnar med ett raspigt tjeff-tjeff-tjeff. Ungarnas tiggläte påminner om honans men är något klenare och beskrivs ibland som när man spottar på en het spis.

## Utbredning och systematik
Jordugglan har ett mycket stort utbredningsområde och förekommer på alla kontinenter, förutom Australien och Antarktis. Den häckar i Nordamerika, Västindien, Sydamerika, norra och centrala Eurasien och i Stilla Havet. Delar av populationen är stannfåglar som exempelvis de sydamerikanska underarterna medan andra är flyttfåglar, däribland de populationer av nominatformen A. f. flammeus som häckar i Nordamerika och norra Eurasien. Dessa flyttfåglar övervintrar i USA, Mexiko, på spridda platser i Europa, Nord- och Centralafrika, Mellanöstern, Indien och Sydostasien.

### Underarter

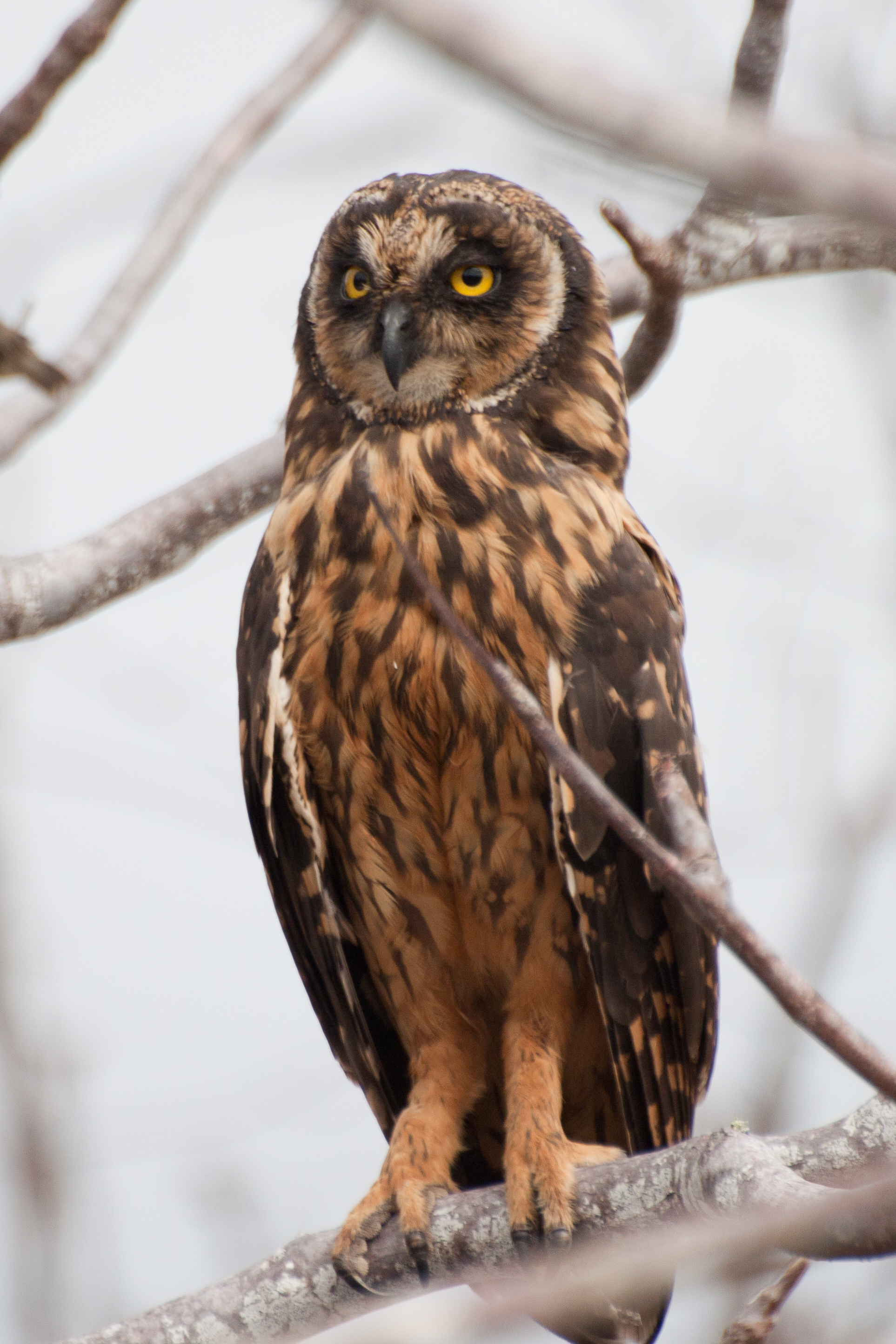
A. f. galapagoensis endemisk för Galapagosöarna.

Jordugglan delas upp i ett tiotal underarter där ungefär hälften utgörs av endemiska ö-populationer exempelvis på Galápagosöarna och Hawaii:
- vanlig jorduggla[6] Asio flammeus flammeus – nominatformen häckar i Nordamerika, Europa, norra Afrika och norra Asien.
- Asio flammeus ponapensis (Mayr, 1933) – stannfågel på ön Pohnpei i Stilla havet.
- Asio flammeus sandwichensis (Bloxham, 1826) – stannfågel på Hawaii
- domingensis/portoricensis-gruppen
  - Asio flammeus domingensis (Müller, 1776) – häckar på Hispaniola och Kuba.
  - Asio flammeus portoricensis (Ridgway, 1882) – stannfågel på Puerto Rico.
- Asio flammeus galapagoensis (Gould, 1837) – stannfågel på Galápagosöarna
- suinda-gruppen
  - Asio flammeus pallidicaudus (Friedmann, 1949) – stannfågel i norra Venezuela och Guyana
  - Asio flammeus bogotensis (Chapman, 1915) – stannfågel i Anderna i Colombia, Ecuador och nordvästra Peru.
  - Asio flammeus suinda  (Vieillot, 1817) – stannfågel från södra Peru till Bolivia, sydöstra Brasilien och Eldslandet.
  - Asio flammeus sanfordi (Bangs, 1919) – stannfågel på Falklandsöarna.

Vissa urskiljer även underarten cubensis med utbredning på Kuba.

### Förekomst i Sverige
I Sverige häckar den främst i norra hälften av landet, främst i Norrland men även på hyggen i Mellansverige. Den häckar även på södra Öland och på kala skärgårdsöar och kusthedar i södra Sverige. På vintern flyttar den Skandinaviska populationen till Väst- och Sydeuropa men även till Nordafrika. Vissa individer övervintrar i Syd- och Mellansverige, som nordligast i höjd med Småland. Om våren återkommer jordugglan till Sverige i april–maj.

## Ekologi

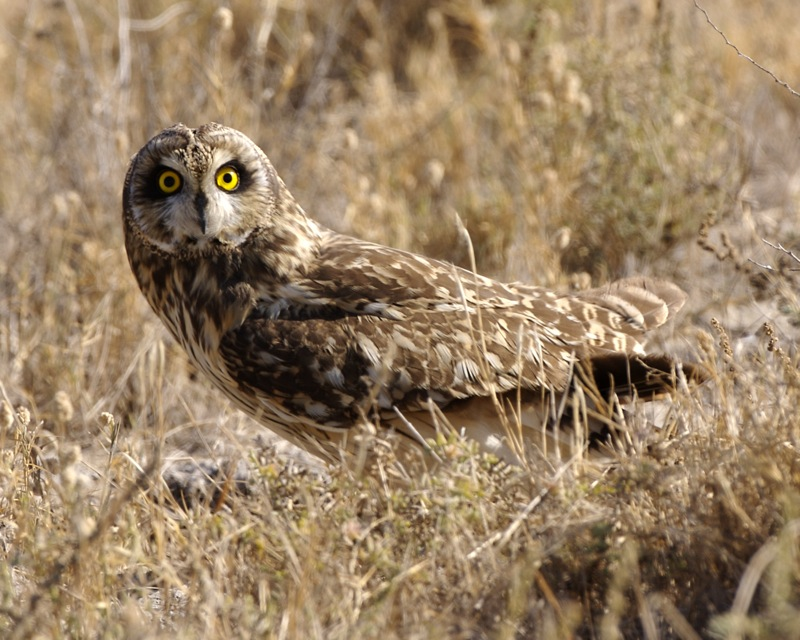
Jordugglan befinner sig ofta på marken.

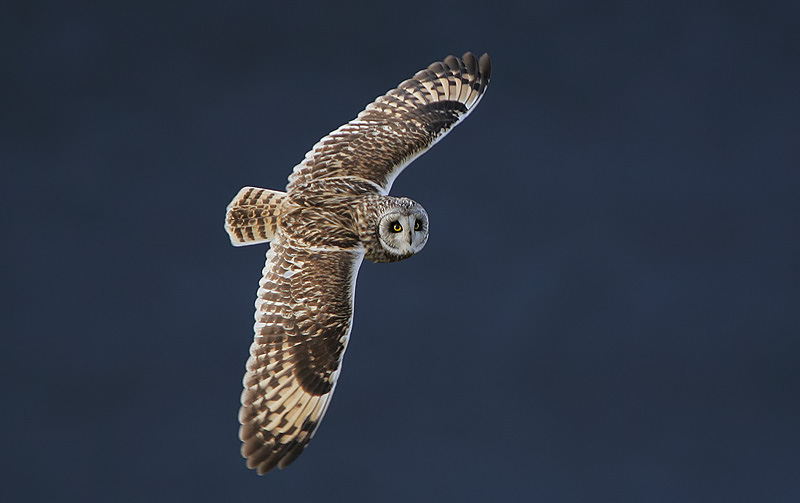
Jordugglan glidflyger ofta på stela vingar.

Jordugglan jagar för det mesta i skymningen och på morgonen och är mer dagaktiv än många andra ugglor. Den föredrar hedmark, myrar, mossar och hyggen men kan även häcka på kala skärgårdsöar och häckar även på grusiga höjdplatåer i fjällen. Vintertid uppträder den ofta vid åkrar och våtmarker. Den fångar framför allt små gnagare, främst sork men kan också fånga andra smådjur och fåglar och deras ungar. Jordugglan och andra arter i släktet Asio har örontofsar som sällan visas men som den reser när den till exempel försvarar sitt revir. Jordugglans tofsar är dock mycket små. Jordugglan hittas i öppna landskap och på grässlätter.

### Häckning

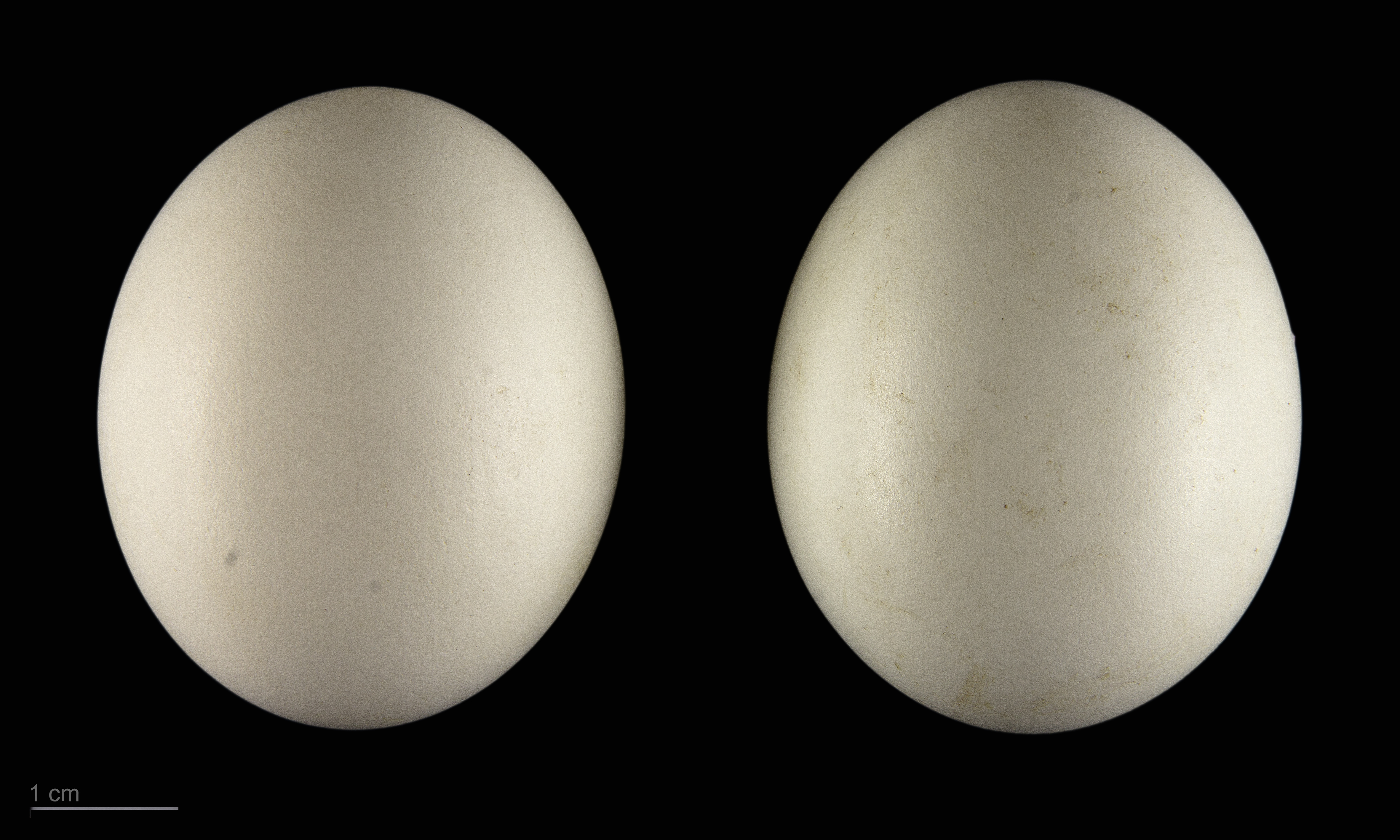
Asio flammeus flammeus

Boet är en fördjupning i marken som ibland skyddas av en grästuva eller en buske, men är ibland helt oskyddad. Honan förlitar sig ofta helt på sin egen kamouflagefärgade fjäderdräkt för att skydda boet, och vid fara ligger hon hårt på äggen och väntar länge innan hon lyfter. Jordugglan lägger vanligtvis 6–9 helvita glansiga ägg men vid god näringstillgång lägger den fler och kullar med upp till 13 ägg har rapporterats. Honan ruvar äggen i 24–28 dygn och hanen matar henne. Ungarna lämnar boet efter 14–18 dagar och blir flygga efter 35–40 dygn. Båda föräldrarna tar hand om ungarna. Några veckor senare är ungarna helt självständiga. Jordugglan lägger vanligen en kull per häckningssäsong men satellitmärkning har visat att år med gott om föda kan honan överge ungarna åt hanens vård och själva häcka ytterligare en gång med en annan hane och de häckar vanligtvis redan efter ett år.

## Status och hot
Jordugglan har ett mycket stort utbredningsområde och en mycket stor global population som uppskattas till cirka två miljoner vuxna individer. Den minskar i antal, men inte tillräckligt kraftigt för att kunna anses hotad. Internationella naturvårdsunionen IUCN kategoriserar den därför som livskraftig (LC).